# KP Unia Racibórz

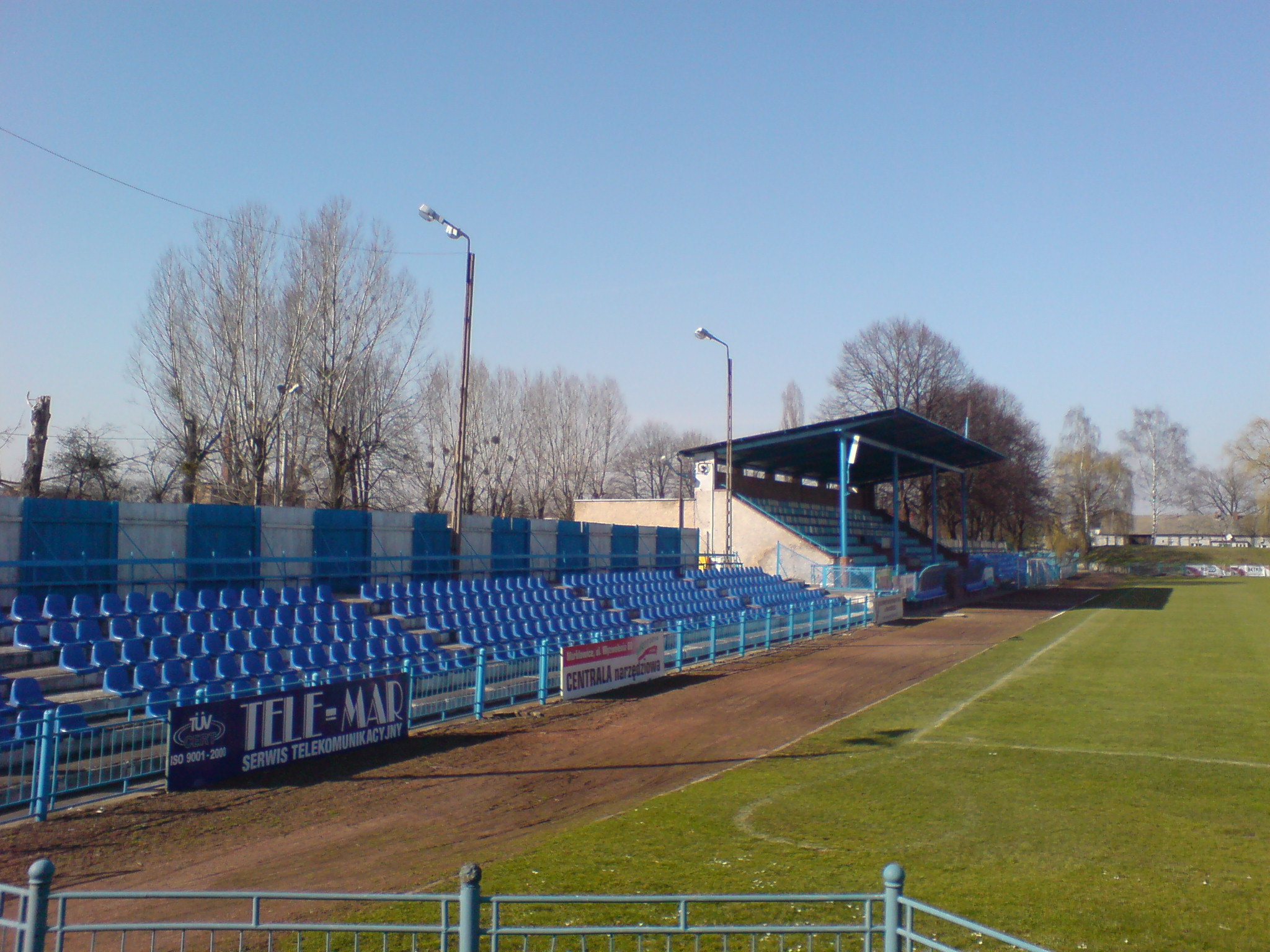
Estadio Unii, Racibórz

El KP Unia Racibórz es un equipo de fútbol de Polonia que juega en la IV Liga de Polonia, la quinta división nacional.

## Historia
Fue fundado el 27 de abril de 1946 en la ciudad de Racibórz en la provincia de Silesia con el nombre KS Plania Racibórz y ha tenido los siguientes cambios de nombre:
- 1946 - Klub Sportowy Plania Racibórz
- 1949 - ZKS Chemik Racibórz
- 1949 - ZKS Unia Racibórz
- 1957 - Unia Racibórz Sports Club
- 1997 - RTP Unia Racibórz
- 2008 - Klub Piłkarski Unia Racibórz

En 1957 es campeón de la desaparecida Silesia Opoliana y con ello clasifica por primera vez a la II Liga y fue conocido por su sistema de desarrollo de jugadores al ganar en dos ocasiones en título sub-20 en los años 1950 además de alcanzar las semifinales de la Copa de Polonia en 1957. y en 1959 estuvo cerca del ascenso a la Ekstraklasa que perdió por un punto de desventaja sobre el Zagłębie Sosnowiec.
El 1963 obtiene el ascenso a la Ekstraklasa por primera vez como subcampeón de liga, y en su primera temporada finalizó en octavo lugar, pero desciende en la siguiente temporada al finalizar en último lugar entre 16 equipos.

## Palmarés
Klase A Silesia III: 1
2021/22